# Ramón Madariaga (médico)
Ramón Madariaga (Plencia, España, 27 de diciembre de 1851-Posadas, Argentina, 17 de abril de 1911) fue un médico cirujano español. Llegó en 1888 a la ciudad de Posadas, en Argentina y fue un importante miembro de la Logia Roque Pérez.
Su muerte está envuelta en un halo de misterio.

## Biografía y trayectoria
Estudió medicina en la Antigua Facultad de Medicina de San Carlos de Madrid.
Llegó a la comunidad posadeña en 1888. Al año siguiente se produjo una epidemia de peste bubónica en la cercana localidad paraguaya de Encarnación, en la que participó atendiendo a los contagiados. Asimismo participó como parte del equipo médico en las nuevas epidemias, en 1905 y 1907.
En octubre de 1898 queda encargado de atender los enfermos de la Policía y la Gobernación. Se desempeñó además como facultativo oficial de la comuna a fines de la década. En febrero de 1899 renuncia como médico municipal. En Posadas, a mediados de 1901, impulsó y creó el primer hospital de Caridad, del que fue director. En la actualidad, el hospital más importante de la provincia lleva su nombre.
En 1903, Madariaga se desempeña nuevamente como médico municipal. Allí se abocó a redactar y hacer cumplir medidas sanitarias para los locatarios del Mercado Bosetti, con especial atención a los comerciantes de carne porcina.
El 5 de junio de 1905, Madariaga fue designado nuevamente como médico de la Gobernación y, dos años después, junto al doctor Barreyro, exponen sobre un posible reglamento para la asistencia pública. En 1907 Integra como vocal la comisión de la Biblioteca Regional de Misiones, fundada ese mismo año. En 1909, por dos períodos consecutivos, Ramón Madariaga fue elegido nuevamente como Venerable Maestro de la Logia masónica local hasta el año 1910. En esta organización alcanzó el grado 33 en el rito escocés antiguo y aceptado.
Falleció el 17 de abril de 1911, a causa de una angina de pecho, sin dejar descendencia. Fue un «hombre culto e instruido, fue periodista nato, gran conferencista y fogoso orador», explican desde Euskal Jatorri.

## Distinciones
- Parque de la Salud: Homenaje al doctor Ramón Madariaga[5]
- El 25 de octubre, el interventor federal de Misiones, Adolfo J. Pomar, firma el Decreto N.º 138, mediante el cual se cambia el nombre del Hospital Común Regional a Ramón Madariaga.[3][6]